# Lycka (Album)
Lycka (dt. „Glück, Fröhlichkeit“) ist ein Album von Benny Andersson und Björn Ulvaeus, die später zu Mitgliedern der Popgruppe ABBA wurden. Es erschien im November 1970 und blieb bis heute das einzige gemeinsame Album der beiden Musiker, die ihre Karriere zu zweit bereits 1972 zugunsten der späteren Popgruppe aufgaben.

## Entstehungsgeschichte
Benny Andersson und Björn Ulvaeus begannen ihre musikalische Zusammenarbeit bereits 1966, als sie beide noch jeweils einer anderen Gruppe angehörten. So war Andersson Mitglied der Hep Stars, während Ulvaeus bei den Hootenanny Singers als Sänger und Gitarrist auftrat. Letztere Gruppe fertigte ihre Aufnahmen bereits seit ihrer Gründung 1963 bei Polar Music an. Dadurch lernte nun auch Andersson den späteren ABBA-Manager Stig Anderson kennen, der von den beiden als Songschreiber viel hielt und ihre Zusammenarbeit begrüßte. Er sah in dem Komponisten-Duo eine Hoffnung, schwedische Popmusik auch außerhalb des Landes populär zu machen. Obgleich Lycka ein alleiniges Album der Musiker Andersson und Ulvaeus war, bildete es einen der Ursprünge in der Vorgeschichte von ABBA.
Eines ihrer ersten größeren Projekte war 1969 die Produktion des Soundtracks zur Fortsetzung des 1967 veröffentlichten Films Inga mit Marie Liljedahl in der Hauptrolle, der auf dem internationalen Markt einen überraschenden Erfolg gefeiert hatte. Hierfür steuerten sie unter anderem die Songs She's My Kind Of Girl und Inga Theme bei, die beide im März 1970 zunächst in Schweden auf einer Single veröffentlicht wurden. Im Jahr 1969 verließ Andersson die Band The Hep Stars, der er seit 1964 angehört hatte, während Ulvaeus zwar weiterhin Mitglied der Hootenanny Singers blieb, seine Aktivitäten innerhalb der Gruppe allerdings bis auf unbestimmte Zeit einstellte. Beide wollten sich verstärkt gemeinsamen Projekten widmen. Etwa zur selben Zeit machten sowohl Andersson als auch Ulvaeus Bekanntschaft mit ihren späteren Partnerinnen Agnetha Fältskog und Anni-Frid Lyngstad, die beide ebenfalls im Musikgeschäft tätig waren. Bei ersten Probegesängen zusammen stellten Andersson und Ulvaeus eine willkommene Harmonie fest, sodass sie ihre Partnerinnen recht bald in ihre Musikproduktionen miteinbezogen. So gilt das im Juni 1970 aufgenommene Lied Hej Gamle Man als erstes Lied, in dem alle zukünftigen vier ABBA-Mitglieder zu hören sind. Dabei sind Fältskog und Lyngstad allerdings lediglich im Hintergrund als Background-Sängerinnen zu hören.
Als erste Single der Aufnahme-Sessions, die zwischen Juni und September 1970 stattfanden, erschien im Frühherbst 1970 das Lied Lycka mit Hej Gamle Man als B-Seite und erreichte Platz 5 der schwedischen Verkaufscharts. Viele der Beteiligten führten diesen Erfolg später auf Hej Gamle Man und das Mitwirken von Fältskog und Lyngstad zurück. Lyngstad merkte dazu später an: „In einer Art war es die Geburt von ABBA. Ich glaube nicht, dass es so ein Hit geworden wäre, wenn Agnetha und ich nicht drauf gewesen wären.“ (Originaltext: “It was the birth of ABBA in a way. I don’t think it would have become such a hit if Agnetha and I hadn’t been on it.”) Stig Anderson war zudem bemüht, einige Lieder des Albums anderweitig zu vermarkten, indem er sie verschiedenen Musikkünstlern zum Covern anbot. So fertigte beispielsweise die ebenfalls bei Polar Music unter Vertrag stehende Sängerin Lena Andersson unter dem Titel “Language of Love” eine englische Version von Livet Går Sin Gång an. Lyngstad interpretierte das Titelstück Lycka auf ihrem Debütalbum Frida im Jahr 1971, während eine englische Version von Kära Gamla Sol 1975 unter dem Titel “Roly-Poly Girl” vom Duo Svenne & Lotta veröffentlicht wurde.
Darüber hinaus fertigten Andersson und Ulvaeus selbst von einigen ihrer Songs deutsche Texte an, die in Deutschland als Single erschienen. Mit dem Lied Det kan ingen doktor hjälpa wurden sie 1971 bei den Melodifestivalen abgelehnt. Den nächsten Erfolg erlebten Andersson und Ulvaeus im Februar 1972 als She's My Kind of Girl in Japan als Single veröffentlicht wurde und die dortigen Charts stürmte. Dieser Erfolg spornte die Künstler dazu an, weitere Popsongs auf Englisch komponieren. So nahmen sie im März 1972 als Duo einerseits Santa Rosa und Merry-Go-Round, andererseits mit ihren Lebensgefährtinnen ihren ersten Song als Gruppe People Need Love auf, der im Juni des Jahres als Single veröffentlicht wurde und Platz 3 der schwedischen Tio-i-Topp-Charts sowie Platz 17 der kombinierten Single- und Album-Charts erreichte. Als B-Seite wurde hierfür Merry-Go-Round verwendet, das ebenso in einer schwedischen Sprachversion aufgenommen und bereits im April 1972 als „Björn & Benny“ Single veröffentlicht worden war.

## Titelliste

### Seite A
1. Lycka („Glück“) – 3:05
2. Nånting Är På Väg („Etwas ist am Weg“) – 2:17
3. Kära Gamla Sol („Liebe alte Sonne“) – 2:24
4. Det Där Med Kärlek („So ist es mit der Liebe“) – 2:59
5. Välkommen In I Gänget („Willkommen in der Bande“) – 3:08
6. Lilla Du, Lilla Vän („Kleines Du, kleiner Freund“) – 2:48

### Seite B
1. Hej Gamle Man! („Hallo alter Mann“) – 3:20
2. Liselott („Liselotte“) – 2:55
3. Kalles Visa („Kalles Lied“) – 2:34
4. Ge Oss En Chans („Gebt uns eine Chance“) – 3:38
5. Livet Går Sin Gång („Das Leben dauert seine Zeit“) – 3:50

### Bonustracks auf der CD-Veröffentlichung 2006
1. 12. She's My Kind Of Girl (veröffentlicht im März 1970 als Single Polar POS 1096)
2. 13. Inga Theme (B-Seite der vorherigen Single Polar POS 1096)
3. 14. Det Kan Ingen Doktor Hjälpa („Dafür gibt es keine Kur“) (veröffentlicht im Juni 1971 als Single Polar POS 1130)
4. 15. På Bröllop („Auf einer Hochzeit“) (B-Seite der vorherigen Single Polar POS 1130)
5. 16. Tånk Om Jorden Vore Ung („Stell dir vor, die Welt wäre jung“) (veröffentlicht im Sept/Okt 1971 als Single Polar POS 1140)
6. 17. Träskfolket („Holzpantoffel-Leute“) (B-Seite der vorherigen Single Polar POS 1140)
7. 18. En Karusell („Ein Karussell“) (veröffentlicht im April 1972 als Single Polar POS 1154)
8. 19. Att Finnas Till  („Leben“) (B-Seite der vorherigen Single Polar POS 1154)
9. 20. Hey, Musikant (veröffentlicht 1971 als Single BASF/CORNET CQA 444)
10. 21. Was Die Liebe Sagt (B-Seite der vorherigen Single BASF/CORNET CQA 444)
11. 22. Love Has Its Ways (veröffentlicht im November 1972 als Single EPIC ECPA 49 in Japan)
12. 23. Rock'n Roll Band (B-Seite der vorherigen Single EPIC ECPA 49)
13. 24. Merry-Go-Round (veröffentlicht im Juni 1972 als Single EPIC ECPA 16 in Japan)
14. 25. To Live With You (englische Version von Lycka, Demoband 1975)

## Veröffentlichungen und Charterfolge
Das Album „Lycka“ erschien gegen Ende des Jahres 1970 und wurde unter dem Namen „Björn & Benny“ veröffentlicht. Für die beiden Künstler war es allerdings wenig zufriedenstellend, da es sich nicht in den schwedischen Albumcharts platzieren konnte. Lediglich einige der Singleauskopplungen gelangten in diverse schwedische Hitparaden wie Svensktoppen.